# Franjo Prce
Franjo Prce (Čapljina, 7 gennaio 1996) è un calciatore croato di origini bosniache, difensore dell'Oqjetpes.

## Caratteristiche tecniche
È un difensore centrale.

## Carriera

### Club
Cresciuto nel settore giovanile dell'Hajduk Spalato, nel 2014 viene acquistato dalla Lazio con cui debutta fra i professionisti giocando gli ultimi minuti dell'incontro di Serie A pareggiato 2-2 contro il Torino del 23 ottobre 2016. Il 13 gennaio 2016 approda in prestito alla Salernitana.
Il 12 gennaio 2017 è passato al Brescia in prestito fino a giugno 2018. Dopo essere stato utilizzato con parsimonia, è stato richiamato dal contratto di prestito dal club natale.
Il 31 gennaio 2018, il Prce si è trasferito nuovamente al club croato Istra 1961 con un contratto di prestito. Il 17 luglio 2018, si è trasferito all'estero ed è entrato a far parte del club cipriota AC Omonia con un contratto di tre anni. Il 25 agosto ha esordito e ha anche segnato un gol nella vittoria per 1-0 contro Alki Oroklini.
Il 1º luglio 2019, si sposterà direttamente in Ucraina, firmando per il Karpaty L'viv. Lascerà il club il 23 agosto 2019 per potersi accasare al NK Varaždin il 30 agosto. Per il club totalizzerà solo 8 presenze in una stagione.
L'11 agosto 2020, Prce si trasferisce ufficialmente allo Slaven Belupo. Sarà una buona stagione da parte del difensore croato, che giocherà 20 partite segnando anche una rete in campionato.
Il 15 settembre 2021, l'East Bengal FC ha annunciato che Prce si era unito al loro club firmando un contratto annuale. Ha esordito il 21 novembre 2021 contro il Jamshedpur FC in un pareggio 1-1, mettendo a segno la rete del vantaggio.
Il 2 luglio 2022, Prce ha firmato per il Koper, club sloveno militante nella massima serie.

### Nazionale
Ha giocato nelle nazionali giovanili croate Under-16, Under-17, Under-18, Under-19 ed Under-21.

## Statistiche
Statistiche aggiornate al 2 aprile 2024.

### Presenze e reti nei club
| Stagione        | Squadra         | Campionato      | Campionato | Campionato | Coppe nazionali | Coppe nazionali | Coppe nazionali | Coppe continentali | Coppe continentali | Coppe continentali | Altre coppe | Altre coppe | Altre coppe | Totale | Totale | Totale |
| Stagione        | Squadra         | Comp            | Pres       | Reti       | Comp            | Pres            | Reti            | Comp               | Pres               | Reti               | Comp        | Pres        | Reti        | Pres   | Reti   |        |
| --------------- | --------------- | --------------- | ---------- | ---------- | --------------- | --------------- | --------------- | ------------------ | ------------------ | ------------------ | ----------- | ----------- | ----------- | ------ | ------ | ------ |
| 2014-2015       | Lazio           | A               | 0          | 0          | CI              | 0               | 0               |                    | -                  | -                  |             | -           | -           | 0      | 0      |        |
| 2015-gen. 2016  | Lazio           | A               | 0          | 0          | CI              | 0               | 0               | UEL                | 0                  | 0                  |             | -           | -           | 0      | 0      |        |
| gen.-giu. 2016  | Salernitana     | B               | 0          | 0          | CI              | 0               | 0               |                    | -                  | -                  |             | -           | -           | 0      | 0      |        |
| 2016-gen. 2017  | Lazio           | A               | 1          | 0          | CI              | 0               | 0               |                    | -                  | -                  |             | -           | -           | 1      | 0      |        |
| gen.-giu. 2017  | Brescia         | B               | 7          | 0          | CI              | 0               | 0               |                    | -                  | -                  |             | -           | -           | 7      | 0      |        |
| 2017-gen. 2018  | Lazio           | A               | 0          | 0          | CI              | 0               | 0               |                    | -                  | -                  |             | -           | -           | 0      | 0      |        |
| gen.-giu. 2018  | Istria 1961     | 1.HNL           | 16+2       | 0          | CC              | 0               | 0               |                    | -                  | -                  |             | -           | -           | 18     | 0      |        |
| 2018-2019       | Omonia          | A               | 17         | 1          | CC              | 1               | 0               |                    | -                  | -                  |             | -           | -           | 18     | 1      |        |
| 2019-gen. 2020  | Karpaty         | PL              | 0          | 0          | CU              | 0               | 0               |                    | -                  | -                  |             | -           | -           | 0      | 0      |        |
| gen.-giu. 2020  | Varaždin        | 1.HNL           | 8          | 0          | CC              | 2               | 0               |                    | -                  | -                  |             | -           | -           | 10     | 0      |        |
| 2021-2022       | East Bengal     | ISL             | 15         | 1          | -               | -               | -               | -                  | -                  | -                  | -           | -           | -           | 15     | 1      |        |
| 2022-2023       | Koper           | PSNL            | 9          | 0          | CS              | 1               | 0               | UECL               | 1                  | 0                  | -           | -           | -           | 11     | 0      |        |
| 2023-2024       | Koper           | PSNL            | 18         | 1          | CS              | 0               | 0               | -                  | -                  | -                  | -           | -           | -           | 18     | 1      |        |
| Totale Koper    | Totale Koper    | Totale Koper    | 27         | 1          |                 | 1               | 0               |                    | 1                  | 0                  |             | -           | -           | 29     | 1      |        |
| Totale carriera | Totale carriera | Totale carriera | 93         | 3          |                 | 4               | 0               |                    | 1                  | 0                  |             | -           | -           | 98     | 3      |        |

### Cronologia presenze e reti in nazionale
| Cronologia completa delle presenze e delle reti in nazionale ― Croazia under 21 | Cronologia completa delle presenze e delle reti in nazionale ― Croazia under 21 | Cronologia completa delle presenze e delle reti in nazionale ― Croazia under 21 | Cronologia completa delle presenze e delle reti in nazionale ― Croazia under 21 | Cronologia completa delle presenze e delle reti in nazionale ― Croazia under 21 | Cronologia completa delle presenze e delle reti in nazionale ― Croazia under 21 | Cronologia completa delle presenze e delle reti in nazionale ― Croazia under 21 | Cronologia completa delle presenze e delle reti in nazionale ― Croazia under 21 |
| Data                                                                            | Città                                                                           | In casa                                                                         | Risultato                                                                       | Ospiti                                                                          | Competizione                                                                    | Reti                                                                            | Note                                                                            |
| ------------------------------------------------------------------------------- | ------------------------------------------------------------------------------- | ------------------------------------------------------------------------------- | ------------------------------------------------------------------------------- | ------------------------------------------------------------------------------- | ------------------------------------------------------------------------------- | ------------------------------------------------------------------------------- | ------------------------------------------------------------------------------- |
| 23-3-2017                                                                       | Nedelišće                                                                       | Croazia under 21                                                                | 3 – 0                                                                           | Slovenia under 21                                                               | Amichevole                                                                      | -                                                                               | 61’                                                                             |
| Totale                                                                          |                                                                                 | Presenze                                                                        | 1                                                                               |                                                                                 | Reti                                                                            | 0                                                                               |                                                                                 |

## Palmarès

### Competizioni giovanili
- Kup Hrvatske u nogometu za juniore: 1

Hajduk Spalato: 2013-2014